# حشره‌خوار گوش‌کوچک سیاه‌گون
 حشره‌خوار گوش‌کوچک سیاه‌گون (نام علمی: Cryptotis nigrescens) نام یک گونه از سرده حشره‌خوار گوش‌کوچک است.